# Arabis scabra
Arabis scabra är en korsblommig växtart som beskrevs av Carlo Allioni. Arabis scabra ingår i släktet travar, och familjen korsblommiga växter. Inga underarter finns listade i Catalogue of Life.